# Spathiphyllum cochlearispathum
Spathiphyllum cochlearispathum (Liebm.) Engl. – gatunek wieloletnich, wiecznie zielonych roślin zielnych z rodzaju skrzydłokwiat, z rodziny obrazkowatych, występujący w Meksyku, zasiedlający równikowe lasy deszczowe.